# Övre Svartlå
Övre Svartlå of Svartlå is een dorp (tätort) binnen de Zweedse gemeente Boden. Het dorp ligt op de noordelijke (linker-)oever van de Lule, waar de Flarkån binnenstroomt. Svartlå ligt in een lintbebouwing aan de Riksväg 97 en bestaat uit twee kernen: het grotere Övre Svartlå en het kleine Nedre Svartlå. De naam Övre Svartlå is daarmee een pars pro toto die als aanduiding in de statistieken wordt gebruikt. De plaats heeft een oppervlakte van 44,81 hectare.
Bestuurscentrum: Boden (tätort)
Tätort: Bodträskfors · Gunnarsbyn · Harads · Sävast · Unbyn · Vittjärv
Småort: Åbergstorp · Brännberg · Bredåker · Buddbyn · Degerbäcken · Lakaträsk · Österåker · Överstbyn · Skogså · Sörbyn · Svartbjörnsbyn · Svartlå
Overig: Abramsån · Åkerholmen · Aldernäs · Alträsk · Åskogen · Brobyn · Flarken · Forsnäs · Forsträskhed · Gemträsk · Gransjö · Heden · Hundsjö · Inbyn · Lassbyn · Lombäcken · Mjedsjön · Mockträsk · Nedre Flåsjön · Norra Svartbyn · Norriån · Notträsk · Övre Flåsjön · Råbäcken · Rågraven · Rasmyran · Rödingsträsk · Rörån · Sandträsk · Skogså · Storsand · Svartbäcken · Södra Harads · Valvträsk · Vändträsk · Vibbyn
Wijk Boden: Södra Svartbyn en Trångfors